# Konzerthaus Klagenfurt

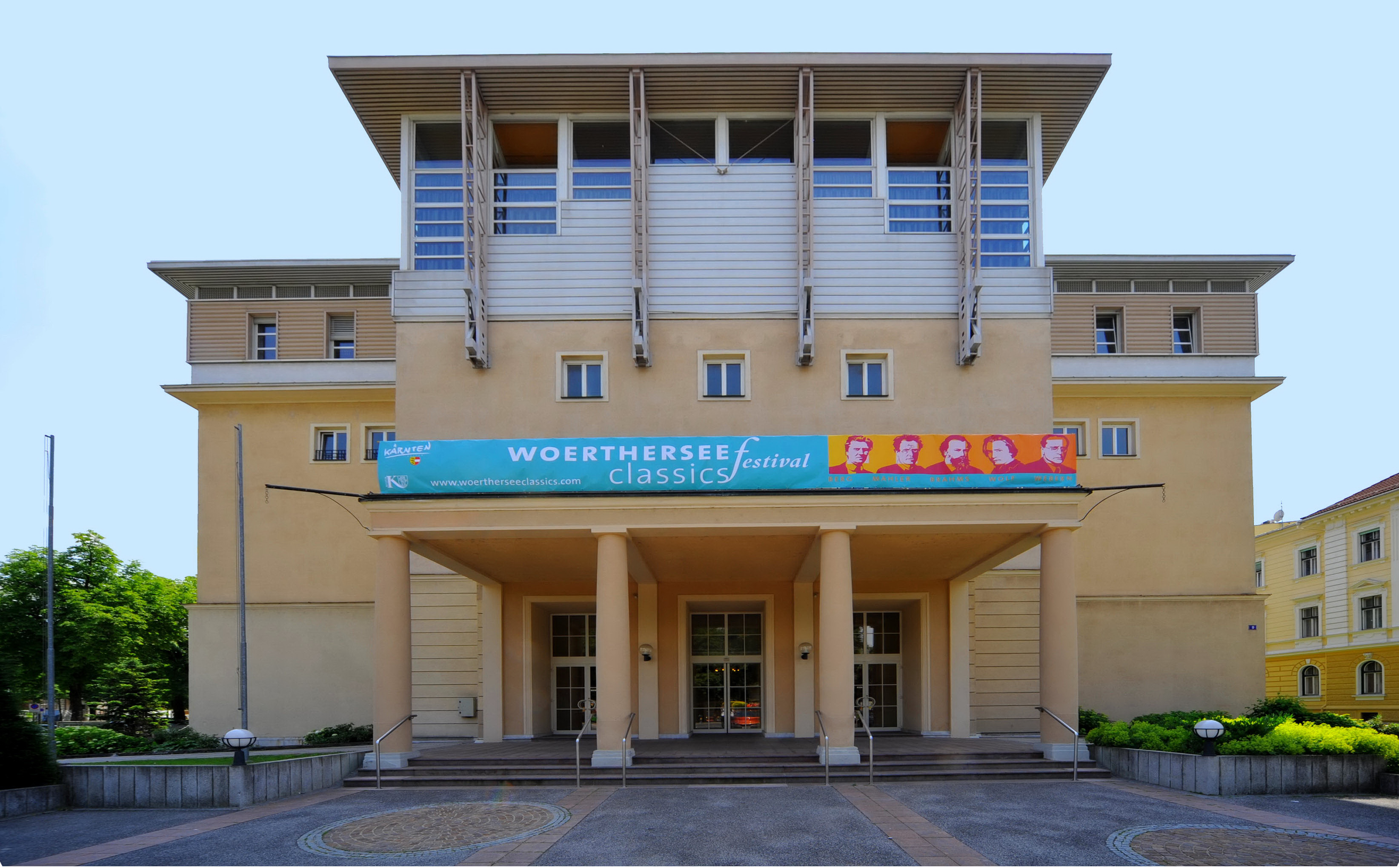
Konzerthaus Klagenfurt Nordansicht

Das Konzerthaus Klagenfurt ist ein Veranstaltungsort für musikalische Aufführungen in der Kärntner Landeshauptstadt Klagenfurt am Wörthersee. Das Gebäude steht unter Denkmalschutz.

## Geschichte
Im Jahr 1900 eröffnete die Kärntner Sparkasse ein „Musiksaalgebäude“ – das heutige Konzerthaus – und widmete es dem Musikverein Kärnten. Der in den Jahren 1898 bis 1900 nach Plänen von Leopold Theyer errichtete historistische Bau wurde im Jahr 1944 bis auf einen Saal fast vollkommen zerstört.
Nachdem im Jahr 1947 der Westtrakt wieder hergestellt war, nahm das Landeskonservatorium den Unterrichtsbetrieb wieder auf. Im Jahr 1951 war die Sanierung der Kriegsschäden durch einen kompletten Umbau des Gebäudes abgeschlossen und das Konzerthaus konnte im Jahr 1952 mit einem Konzert der Wiener Philharmoniker wieder eröffnet werden.
In den Jahren 1994 und 1995 wurde das Gebäude nach Plänen von Eduard Egger aufgestockt. In diesem neuen Dachgeschoß ist nun das Landeskonservatorium untergebracht.